# Ілляшівська сільська рада (Городницький район)
Ілляшівська сільська рада — колишня адміністративно-територіальна одиниця та орган місцевого самоврядування у Городницькому районі Коростенської і Волинської округ, Київської та Житомирської областей Української РСР з адміністративним центром у селі Ілляшівка.

## Населені пункти
Сільській раді на час ліквідації були підпорядковані населені пункти:
- с. Ілляшівка
- х. Новий Хмерин

## Населення
Кількість населення ради, станом на 1923 рік, становила 1 420 осіб, кількість дворів — 205, на 1924 рік — 1 161 мешканець та 230 дворів.

## Історія та адміністративний устрій
Створена 1923 року в складі сіл Карпилівка, Курчицький Майдан та колоній Ілляшівка і Новий Хмерин Сербівської волості Новоград-Волинського повіту Волинської губернії. 7 березня 1923 року увійшла до складу новоствореного Городницького району Житомирської (згодом — Волинська) округи.
27 липня 1927 року села Карпилівка та Курчицький Майдан відійшли до складу новоствореної Карпилівської сільської ради Городницького району.
Станом на 1 вересня 1946 року сільська рада входила до складу Городницького району Житомирської області, на обліку в раді перебували с. Ілляшівка та хутір Новий Хмерин.
Ліквідована 11 серпня 1954 року, відповідно до указу Президії Верховної ради Української РСР «Про укрупнення сільських рад по Житомирській області», територію ради та населені пункти приєднано до складу Великоцвілянської сільської ради Городницького району Житомирської області.